# Tafreg
Tafreg (em árabe: تفرق) é uma cidade e comuna localizada na província de Bordj Bou Arreridj, Argélia. Segundo o censo de 2008, a população total da cidade era de 2 164 habitantes.